# Felices '20
Felices '20 es una canción que ocupa la cara b del sencillo de Los Pekenikes Robin Hood. Se intenta recrear cierto sonido añejo cercano al charlestón. Así, se utilizan característicos instrumentos de silbato t percusión que recuerdan la época de los años 20. Es de reseñar que aunque Félix Arribas ya figura en la portada del sencillo, no fue el percusionista que grabó el tema, e igual sucede con sus compañeros Vicente Gasca y Pedro Luis García.
También es necesario reseñar que Felices 20 ha sido utilizada como banda sonora, al igual que la cara A, esta vez en la película La tonta del bote de Juan de Orduña, con Lina Morgan.

## Miembros
- Alfonso Sainz - Saxo
- Lucas Sainz - Guitarra
- Ignacio Martín Sequeros - Bajo eléctrico
- Tony Luz - Guitarra eléctrica
- Félix Arribas - Batería, percusión; aunque figura como titular F. Arribas, se ha insinuado que no intervino en la grabación[1]
- Trompeta con sordina y sin ella: sin acreditar
- Trombón: sin acreditar
- Piano: sin acreditar